# Jan Filip
Jan Filip (ur. 14 czerwca 1973 w Pradze) – czeski piłkarz ręczny grający jako prawoskrzydłowy, reprezentant kraju. Obecnie występuje w Szwajcarii, w drużynie TSV St. Otmar St. Gallen.

## Sukcesy

### klubowe
- wicemistrzostwo Niemiec  2002
- puchar EHF  2008
- mistrzostwo Szwajcarii  2010, 2011
- puchar Szwajcarii  2011

## Nagrody indywidualne
- Mistrzostwa Europy:
  - Król Strzelców Mistrzostw Europy 1998